# 김태지
김태지 (金太智, 1935년 2월 20일 ~ 2025년 1월 16일)는 대한민국의 외교관이다. 약력을 보면 1990년대 들어 주독일 대한민국 대사관, 주일본 대한민국 대사관 대사를 역임한 내력이 있었고, 1981년 3월부터 1984년 5월까지 주홍콩 대한민국 총영사관 소속 총영사까지 임명된 적이 있었다. 1984부터 11대 주뉴욕 총영사, 5대 주인도 대한민국 대사 지냈다. 
| 전임 신동원 | 제13대 주 독일 대사 1993년 5월 4일 ~ 1995년 2월 | 후임 홍순영 |

| 전임 공노명 | 제12대 주일본 대사 1995년 1월 ～ 1998년 4월 | 후임 김석규 |

| 전임 이창수 | 제12대 주홍콩 총영사 1981년 3월 ～ 1984년 5월 | 후임 김정훈 |